# Ovatus glechomae
Ovatus glechomae är en insektsart som beskrevs av Hille Ris Lambers 1947. Ovatus glechomae ingår i släktet Ovatus och familjen långrörsbladlöss. Arten är reproducerande i Sverige. Inga underarter finns listade i Catalogue of Life.